# Moussaka

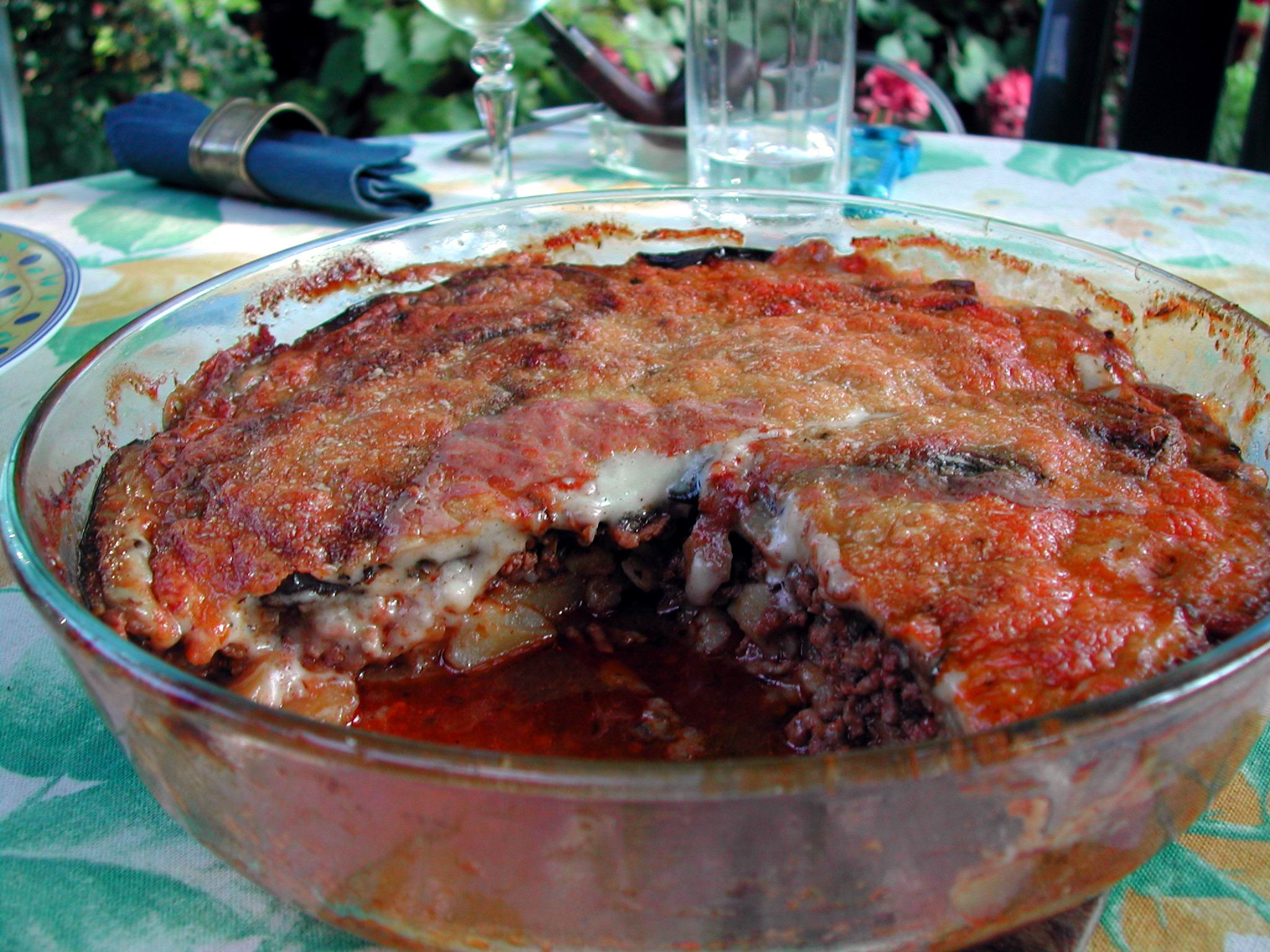
Turkse Moussaka met aubergine

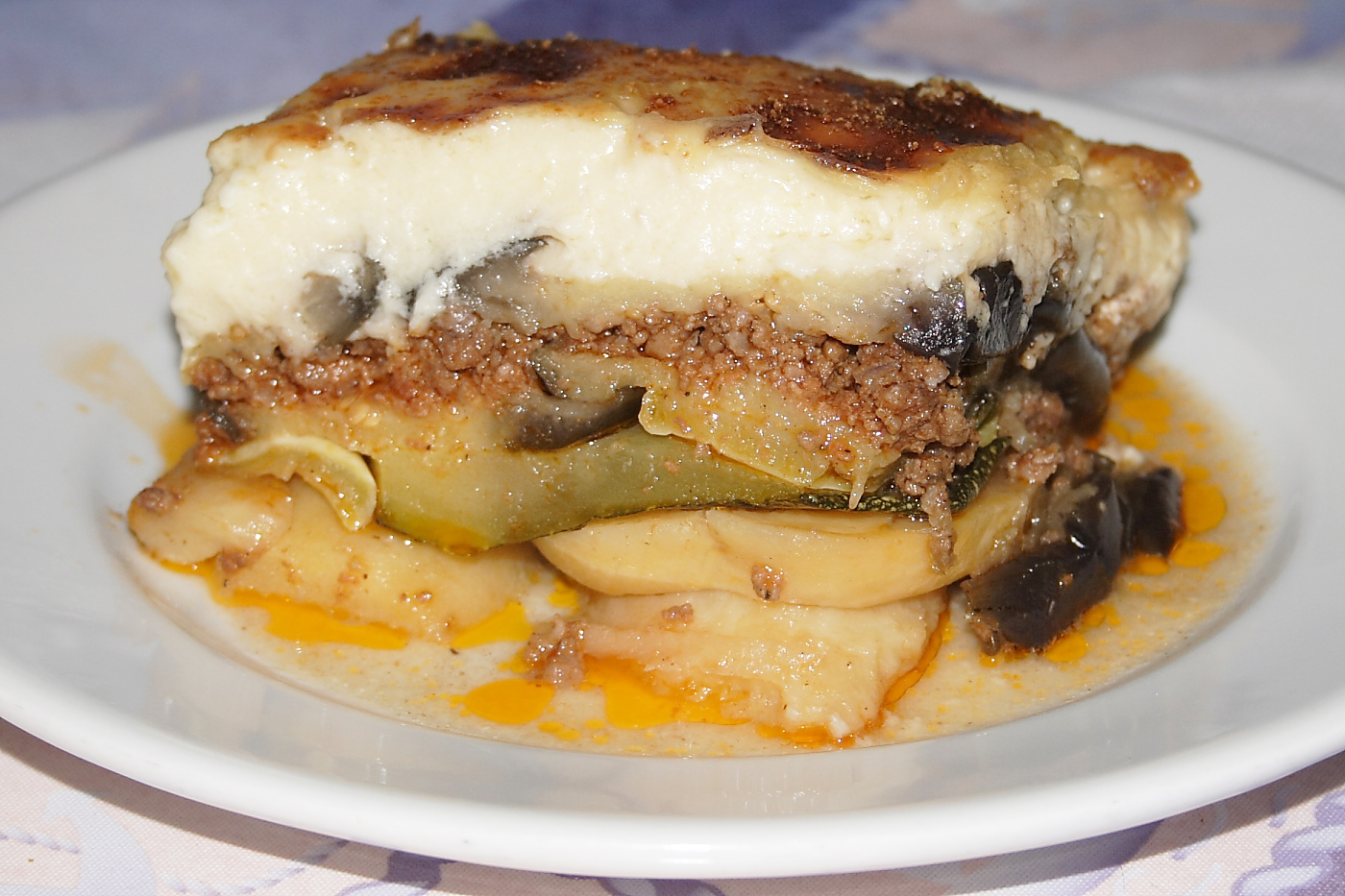
Griekse Moussaka

Moussaka (Grieks: μουσακάς, moussakás; Roemeens: musaca; Turks: musakka; Slavisch: мусака, musaka; Arabisch: مسقعة , musaqqaʿa) is een traditioneel Grieks gerecht gemaakt op basis van aubergine. De Griekse variant die gekend is in de westerse wereld is afkomstig van de Griekse kok Tselementes. Hij schreef in het begin van de twintigste eeuw een kookboek met onder meer een eigen recept van moussaka. Het woord moussaka is afkomstig uit het Arabisch en betekent fris.

## Moussaka in de westerse wereld
In de westerse wereld wordt met moussaka meestal de variant uit de Griekse keuken bedoeld. De Griekse versie bestaat uit lagen aubergine, aardappel en gehaktsaus, overgoten met een bechamelsaus.
Vroeger werd voor de gehaktsaus lamsgehakt gebruikt maar het lamsgehakt is vervangen door half-om-halfgehakt. De gehaktsaus wordt op smaak gebracht met uien, kruiden, tomaten en rode of witte wijn. In Griekenland komen variaties voor waarbij in plaats van plakjes gesneden aubergine (soms ook samen met courgette) alleen courgette wordt gebruikt. Deze Griekse moussaka stamt waarschijnlijk uit de jaren twintig van de twintigste eeuw. Chef-kok Tselementes die in Wenen was opgeleid, introduceerde Franse elementen, onder andere Bechamelsaus, in de Griekse keuken en is mogelijk de bedenker van deze variant van moussaka. Griekse moussaka kent geen ingewikkelde receptuur, maar is door de vele stappen intensief om te bereiden.

## Moussaka in Turkije, op de Balkan en in de Arabische wereld
Het oorspronkelijke gerecht musakka stamt uit de Ottomaanse keuken, en wordt bereid met aubergine, gehakt (lams- of runds-), tomaten, groene pepers, uien en knoflook. Als kruiden worden gebruikt oregano, tijm, laurierbladeren, zwarte peper. In Turkije wordt het gerecht niet gelaagd klaargemaakt en wordt het opgediend met cacık, de Turkse variant van tzatziki, en pilav.
In de Balkan (Bulgarije, Servië, Bosnië en Herzegovina, Noord-Macedonië, en Roemenië) worden ook wel aardappelen, wortelen en courgettes gebruikt in plaats van aubergine. 
In de Arabische wereld is moussaka een gekookte salade, voornamelijk gemaakt met tomaten en aubergines, geserveerd als mezze en lijkend op de Italiaanse caponata. 